# شهرستان میامی (اوهایو)
شهرستان میامی، اوهایو (به انگلیسی: Miami County, Ohio) یک سکونتگاه مسکونی در ایالات متحده آمریکا است که در اوهایو واقع شده‌است.